# Joint Electronics Type Designation System
Joint Electronics Type Designation System (JETDS; «Об'єднана система позначень типів електроніки») — система позначень, що використовується Збройними силами США для військової електроніки та комунікаційного обладнання. Відомими прикладами позначень у ній є AN/MPQ-64 Sentinel, AN/PVS-14, AN/TWQ-1 Avenger та інші.
Повна назва, затверджена в чинному документі MIL-STD-196G — англ. Joint Electronics Type Designation Automated System, JETDAS («Об'єднана автоматизована система позначень типів електроніки»[уточнити переклад]).

## Історія
Перша система позначень з'явилась у Флоті США в 1910 році. Під час Першої світової USASC розробив власну систему позначень обладнання, відому як Signal Corps Nomenclature System, яка зрештою стала основною для майбутньої об'єднаної. Перелік позначень та індексів цих позначень знаходиться за посиланням у відповідному розділі[⇨].
На час Другої світової обидві (армійська та флотська) системи застаріли, тому 1942 року Армія та Флот створили нову об'єднану систему, відому як Joint Army-Navy Nomenclature System («Об'єднана система номенклатури Армії та Флоту») або скорочено AN System. Перші позначення в ній відбулись у грудні 1942, а офіційне затвердження сталось у лютому 1943 року. Початково вона стосувалась переважно авіаційної електроніки, радарів та комунікацій, але була легко придатна для розширення, що надалі й відбулось. 1946 року систему запровадили для корабельної та наземної електроніки Флоту, 1950 приєдналась Берегова охорона США, 1951 — Канада, 1953 — знову долучилась Армія США (після відокремлення Повітряних сил у 1947 вони використовували систему).
1957 року систему було формалізовано як Joint Electronics Type Designation System (JETDS). 1974 року було затверджено порядок надання номенклатури для всіх видів військ. 1981 в неї також було інтегровано Велику Британію, Австралію та Нову Зеландію. 1998 року систему було перетворено на безпаперову базу даних, внаслідок чого вона перетворилась на Joint Electronics Type Designation Automated System (JETDAS).

## Загальний опис
Аналогічно ASETDS, JETDS розрізнює готове обладнання (англ. complete equipment) та компоненти (англ. components). Для цих двох понять використовуються дві фактично різні системи позначень (відомими переважно є позначення саме «готового обладнання», як AN/MPQ-64, AN/PVS-14, AN/TWQ-1). ASETDS та JETDS поділяють усі вироби на кілька категорій, які називаються ланками виробів (англ. item level) та визначені в довіднику MIL-HDBK-505.
| Назва     | Переклад   | Опис | Категорія позначень         |
| --------- | ---------- | --- | --------------------------- |
| Part      | частина    | частина обладнання, що не працює сама собою та не може бути розібрана без знищення чи пошкодження                  | не використовується в JETDS |
| Assembly  | вузол      | частина обладнання, що не працює сама собою, але може бути розібрена, а частини можна замінити                     | не використовується в JETDS |
| Unit      | пристрій   | Комбінація частин та вузлів, придатна для самостійного застосування або в складі набору/системи                    | компонент                   |
| Group     | група      | Комбінація частин та вузлів, придатна для застосування лише складі набору/системи                                  | компонент                   |
| Set       | набір      | Комбінація пристроїв та груп, що виконує певну задачу                                                              | готове обладнання           |
| Subsystem | підсистема | Комбінація пристроїв, груп та наборів, що є складовою частиною певної системи                                      | готове обладнання           |
| System    | система    | Комбінація підсистем, наборів тощо, яка може бути розділена на складові та здатна виконувати одну або кілька задач | готове обладнання           |

## Готове обладнання
Готове обладнання має таку структуру позначень:
| AN/ | індекс встановлення | тип | призначення | - | номер моделі | серія | конфігурація |

Наприклад:
- AN/MPQ-64 — обладнання, мобільне (M), радар (P), спеціальне обладнання або комбінація (Q).
- AN/ALQ-151(V)2 — обладнання, змонтоване на літальному апараті (друга A), засіб протидії (L), спеціальне обладнання або комбінація (Q); друга конфігурація ((V)2).

| Назва               | Опис | Приклад                                             |
| ------------------- | --- | --------------------------------------------------- |
| Префікс AN/         | Префікс, що початково повідомляв про об'єднане використання Армією та Флотом (англ. Army-Navy), але наразі просто позначає належність позначення до JETDS | AN в AN/TWQ-1                                       |
| Індекс встановлення | Однобуквене позначення того, куди та яким чином встановлено обладнання, перелік див. перелік [⇨]                                                          | T в AN/TWQ-1 — рухомий                              |
| Тип                 | Однобуквене позначення типу обладнання | W в AN/TWQ-1 — озброєння                            |
| Призначення         | Основне призначення обладнання | Q в AN/TWQ-1 — спеціальне обладнання або комбінація |
| Номер моделі        | Номер, що надається послідовно відповідно до типу обладнання і визначає модель.                                                                           |                                                     |
| Серія               | Послідовний буквений індекс, що надається модифікаціям (базова версія не має індексу серії).                                                              |                                                     |
| Конфігурація        | Позначення конкретної версії обланання, якщо його складові можуть відрізнятись. Індекс використовує позначку (V) та число конкретної конфігурації.        |                                                     |

### Індекс встановлення
| Код | Розкриття     | Опис | Приклади                    |
| --- | ------------- | --- | --------------------------- |
| A   | Airborne      | Встановлюється на пілотовані літальні апарати | AN/APG-77, AN/APY-1         |
| B   |               | Встановлюється на підводні човни |                             |
| C   |               | Авіатранспортабельне, позначення скасовано | AN/CBQ-1, AN/CPS-1          |
| C   | Cryptographic | Криптографічне обладнання, тільки NSA |                             |
| D   | Drone         | Встановлюється на БПЛА, ракети тощо |                             |
| F   | Fixed         | Нерухоме наземне обладнання | AN/FLR-9, AN/FPS-115        |
| G   | Ground        | Наземне обладнання, що має кілька різних способів встановлення                                                                                           |                             |
| K   |               | Встановлюється на амфібійну технікук |                             |
| M   | Mobile        | Встановлено на рухому техніку та може застосовуватись в русі                                                                                             | AN/MPQ-64 Sentinel          |
| P   | Person        | Переноситься та застосовується людиною | AN/PSQ-20, AN/PVS-14        |
| S   | Shipboard     | Встановлюється на надводні човни | AN/SLQ-32, AN/SPS-48        |
| T   | Transportable | Рухоме обладнання, непридатне для застосування в русі | AN/TPQ-36, AN/TWQ-1 Avenger |
| U   | Universal     | Може встановлюватись на принципово різну техніку | AN/UQQ-2 SURTASS, AN/UYQ-70 |
| V   | Vehicle       | Встановлюється на техніку, основним призначенням якої є застосування іншого обладнання. Наприклад, на танки. Має бути придатним для застосування в русі. | AN/VPS-2                    |
| W   | Water         | Встановлюється на підводні або надводні човни | AN/WQX-2                    |
| Z   |               | Встановлюється на пілотовану або безпілотну авіацію | AN/ZPY-1                    |

### Тип
| Код | Назва                               | Опис                                                 | Приклади                     |
| --- | ----------------------------------- | ---------------------------------------------------- | ---------------------------- |
| A   | Invisible Light, Heat Radiation     | Невидиме світло, теплове випромінювання (напр. ІЧ)   | AN/AAS-35, AN/AAQ-13 LANTIRN |
| B   | Comsec                              | Захищені комунікації, тільки NSA                     |                              |
| B   | Pigeon                              | Голубина пошта, позначення скасовано                 | AN/CBQ-1                     |
| C   | Carrier (electronic wave or signal) | [уточнити переклад]                                  |                              |
| D   | Radiac                              | Виявлення радіації                                   |                              |
| E   | Laser                               | Лазер, з 1985 року                                   | AN/PEQ-2                     |
| E   | NUPAC                               | Радіаційний захист та контроль, позначення скасовано |                              |
| F   | Fiber Optics                        | Оптоволокно                                          |                              |
| F   | Photographic                        | Фотографічне обладнання, позначення скасовано        |                              |
| G   | Telegraph or Teletype               | Телеграф та телетайп                                 |                              |
| I   | Interphone and Public Address       | [уточнити переклад]                                  |                              |
| J   | Electromechanical                   | Електромеханічне обладнання                          |                              |
| K   | Telemetering                        | Телеметрія                                           |                              |
| L   | Countermeasures                     | Засоби протидії                                      | AN/ALQ-99, AN/SLQ-32         |
| M   | Meteorological                      | Метеорологічне обладнання                            |                              |
| N   | Sound in Air                        | Звук у повітрі                                       |                              |
| P   | Radar                               | Радари та засоби електронного виявлення              | AN/MPQ-64 Sentinel           |
| Q   | Sonar and Underwater Sound          | Сонари, звук у воді                                  | AN/AQS-13, AN/UQQ-2 SURTASS  |
| R   | Radio                               | Радіотехніка                                         | AN/PRC-77, AN/PRC-150        |
| S   | Special or Combination              | Спеціальне обладнання або комбінація                 | AN/PSQ-20                    |
| T   | Telephone (Wire)                    | Дротовий телефон                                     |                              |
| V   | Visual, Visible Light               | Видиме світло (напр. приціли)                        | AN/PVS-14                    |
| W   | Armament (Weapon)                   | Озброєння, якщо інші індекси не підходять            | AN/TWQ-1 Avenger             |
| X   | Fax or Television                   | Факс або телебачення                                 |                              |
| Y   | Data Processing                     | Обробка даних                                        | AN/UYQ-70                    |
| Z   | Communications                      | Комунікації, тільки NSA                              |                              |

### Призначення
| Код | Назва                                              | Опис                                                    | Приклади                    |
| --- | -------------------------------------------------- | ------------------------------------------------------- | --------------------------- |
| A   | Auxiliary Assembly                                 | Допоміжна збірка                                        |                             |
| B   | Bombing                                            | Бомбардування                                           |                             |
| C   | Communications                                     | Комунікації                                             | AN/PRC-77, AN/PRC-150       |
| D   | Direction Finding, Reconnaissance and Surveillance | [уточнити переклад]                                     | AN/FRD-10                   |
| E   | Ejection and/or Release                            | Від'єднання або випуск                                  | AN/ALE-50                   |
| G   | Fire Control or Searchlight Directing              | Контроль вогню або наведення прожектора                 | AN/APG-77                   |
| H   | Recording and/or Reproducing                       | Запис та відтворення                                    |                             |
| K   | Computing                                          | Обчислення                                              |                             |
| L   | Searchlight Control                                | Наведення прожектора, скасовано і долучено до G         |                             |
| M   | Maintenance or Test                                | Обслуговування або випробування                         |                             |
| N   | Navigation Aid                                     | Навігація                                               | AN/MPN, AN/PSN-11           |
| P   | Reproducing                                        | Відтворення, скасовано і долучено до H                  |                             |
| Q   | Special or Combination                             | Спеціальне призначення або комбінація                   | AN/TPQ-36, AN/TWQ-1 Avenger |
| R   | Receiving or Passive Detecting                     | Отримання (сигналу) або пасивне виявлення               | AN/FLR-9                    |
| S   | Detecting, Range and Bearing, Search               | Виявлення та пошук[уточнити переклад]                   | AN/PVS-14, AN/SPS-48        |
| T   | Transmitting                                       | Передача інформації                                     | AN/FST-2                    |
| W   | Automatic Flight or Remote Control                 | Автоматичний контроль польоту або дистанційне керування |                             |
| X   | Identification or Recognition                      | Ідентифікація або розпізнавання                         | AN/WQX-2                    |
| Y   | Surveillance and Control                           | Розвідка та контроль                                    | AN/APY-1, AN/SPY-1          |
| Z   | Secure                                             | Безпека, тільки NSA                                     |                             |

### Інше
Тренувальне обладнання отримує додаткове позначення вигляду T + номер. Наприклад, AN/APQ-13-T2 позначає другий тренувальний набір пристрою AN/APQ-13. AN/APG-T1 позначає перший тренувальний набір для тренування на різних пристроях типу AN/APG. Якщо тренувальний набір спільний для різних варіантів встановлення обладнання, то індекс призначення замінюється на U.
Для обладнання на етапі розробки може додаватись відповідний індекс, що містить літеру X, алфавітний код виробника та номер. Наприклад, AN/APS-73(XH-3) позначає третю (3) дослідну (X) модель Aerial Reconnaissance Laboratory (H).
Модифікації, в яких змінено вид живлення, отримують специфічні позначення після індексу серії: X, Y, Z послідовно. Наприклад, AN/ARC-51BX позначає першу модифікацію AN/ARC-51B, де змінено вид живлення. Якщо таких модифікацій більше трьох, то літери дублюються: XX, YY абощо.

## Компоненти
Компоненти, як і в ASETDS позначаються за відмінною системою:
| група | тип | - | номер моделі | серія | встановлення |

Встановлення позначає готове обладнання або його тип, складовою якого є відповідний пристрій. Наприклад: MD-945/TSC встановлюється на різні системи AN/TSC-n, а AS-22/AP є складовою різних авіаційних радарів (AP).
Повний список позначень компонентів наведено за посиланнями в відповідному розділі[⇨].